# Roupala tobagensis
Roupala tobagensis är en tvåhjärtbladig växtart som beskrevs av Herman Otto Sleumer. Roupala tobagensis ingår i släktet Roupala och familjen Proteaceae. Inga underarter finns listade i Catalogue of Life.